# سرژ دلماس
سرژ دلماس (انگلیسی: Serge Delmas؛ زادهٔ ۱۴ مهٔ ۱۹۴۷) بازیکن فوتبال اهل فرانسه است.
از باشگاه‌هایی که در آن بازی کرده‌است می‌توان به باشگاه ورزشی مون‌پلیه اشاره کرد.